# Parafia św. Antoniego Padewskiego w Alexandra Hills
Parafia św. Antoniego Padewskiego w Alexandra Hills – parafia rzymskokatolicka, należąca do archidiecezji Brisbane.
Przy parafii funkcjonuje szkoła podstawowa, której patronuje św. Antoni.